# Mario Faustinelli
Mario Faustinelli (Venecia, 8 de noviembre de 1924 - Milán, 31 de julio de 2006) fue un historietista, escritor y guionista italiano.

## Biografía
Debutó como dibujante de historieta en 1943, realizando la serie humorística/aventurera Pompeo Bill, escrita por Gian Luigi Bonelli, para la colección Albo d'oro Audace, publicada por Redazione Audace; en 1946, junto con otros autores como los también venecianos Hugo Pratt y Alberto Ongaro, el napolitano Fernando Carcupino y el modenés Paul Campani, creó la serie del justiciero enmascarado Asso di Picche, que también dio título a una revista; la experiencia positiva y el éxito de la serie en el extranjero llevaron al grupo de autores a trabajar en Argentina y Brasil. En América del Sur colaboró hasta mediados de los años cincuenta en la serie Misterix, creando series cómicas como Kim de la nieve y Pat Brando.
De vuelta a Italia, en 1957, se convirtió en el jefe de redacción de Selezione Romantica, una publicación periódica de ficción ilustrada, publicada en Berna por la empresa alimentaria suiza Haco Ag. Gümligen hasta 1958. Inició entonces una larga colaboración para el Corriere dei Piccoli con Rinaldo Dami y Carlo Porciani, escribiendo historias como la serie humorística Apollo e Apelle, dibujada por Paolo Piffarerio, y creando el personaje de Kolosso en 1963, así como numerosos textos para enciclopedias infantiles.
Colaboró con el equipo de Maria Perego para la serie centrada en el personaje de Topo Gigio, escribiendo también el guion del largometraje de animación para marionetas Le avventure di Topo Gigio, de 1961, junto con la misma Perego, Federico Caldura y Guido Stagnaro.
Falleció en Milán tras una larga enfermedad a los 81 años.

## Obras
- (1963). Sei bimbi e un tesoro, Milán: Mursia.
- (1963). Jim, Piccolo Cow-Boy, Milán: Mursia.
- (1972). Man the Artist. Londres: Tom Stacey Ltd. ISBN: 9780854682829.